# Operazione I-Go
Operazione I-Go (い号作戦?, I-Go sakusen) fu il nome in codice di una serie di attacchi aerei sferrati dall'Impero giapponese nell'aprile 1943 nel teatro del Pacifico sud-occidentale della seconda guerra mondiale, ai danni delle basi degli Alleati dislocate nelle isole Salomone e in Nuova Guinea.
Lo scopo dell'operazione, condotta principalmente dalle Forze aeree della Marina imperiale giapponese, era quello di colpire e infliggere quanti più danni possibile a navi, velivoli e installazioni a terra degli Alleati al fine di rallentare la progressione delle loro offensive nella zona, in pieno svolgimento dopo i recenti successi riportati nella campagna di Guadalcanal e nella campagna della Nuova Guinea. L'azione puntava quindi a far guadagnare tempo ai giapponesi per allestire un solido perimetro difensivo attorno alla loro principale base nella regione, Rabaul.
L'operazione vide una serie di attacchi di massa condotti, a partire dal 1º aprile 1943, da grosse formazioni di velivoli giapponesi ai danni delle basi di Guadalcanal e Tulagi nelle Salomone, Port Moresby, Oro Bay e Milne Bay in Nuova Guinea; sebbene i giapponesi fossero riusciti ad affondare alcune navi degli Alleati, gli attacchi fallirono nell'infliggere danni significativi. Dando per buoni i sovrastimati resoconti dei suoi piloti, che rivendicavano successi più che esagerati ai danni del nemico, il comandante in capo giapponese, ammiraglio Isoroku Yamamoto, ordinò d'interrompere l'operazione il 16 aprile ritenendo di aver conseguito un pieno successo; in realtà, l'operazione non riuscì a ritardare più di tanto la preparazione delle offensive degli Alleati nel sud Pacifico.

## Antefatti

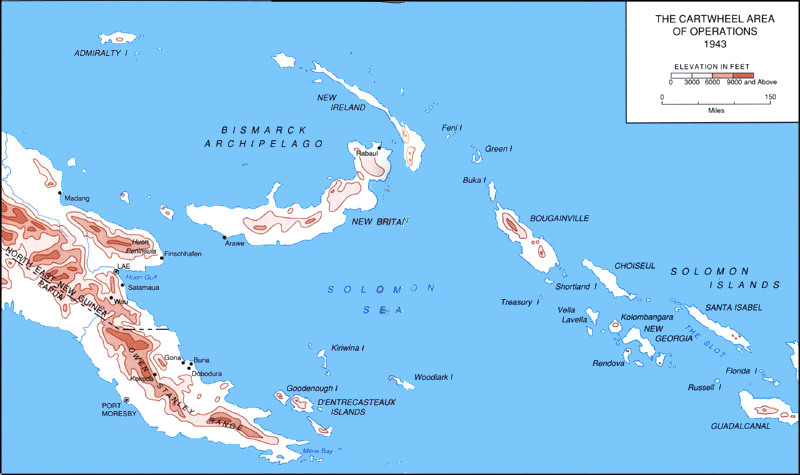
Carta della Nuova Guinea orientale e delle isole vicine

Dopo la sconfitta patita nella campagna di Guadalcanal, che andava ad aggiungersi ai gravi insuccessi riportati sul fronte della Nuova Guinea nel corso delle battaglie di Buna-Gona e di Wau, per le forze armate dell'Impero giapponese era divenuto imperativo porre un freno all'avanzata degli Alleati nel Pacifico meridionale. Nel marzo 1943 le forze navali nipponiche subirono una pesante sconfitta nel corso della battaglia del Mare di Bismarck per mano dei velivoli degli Alleati, e alla luce di questo insuccesso tanto l'Esercito imperiale giapponese quanto la Marina imperiale giapponese decisero di cambiare la strategia fino ad allora adottata nella regione e di rafforzare le loro risorse aeronautiche schierate nell'area.
Il 15 marzo 1943 l'alto comando giapponese a Tokyo emise le direttive per l'attuazione di una nuova strategia difensiva nel Pacifico meridionale, basata sulla costruzione di un solido perimetro attorno alla principale base giapponese nella zona, Rabaul; le azioni offensive nel fronte delle isole Salomone sarebbero state rimandate mentre il punto focale delle operazioni nipponiche si sarebbe incentrato sulla Nuova Guinea. Al fine di creare le condizioni per attuare una simile strategia, i giapponesi pianificarono di lanciare una breve campagna di attacchi aerei tanto nelle isole Salomone quanto in Nuova Guinea, concentrata su quattro località che ospitavano ancoraggi chiave per e forze navali degli Alleati: Guadalcanal nelle Salomone, Oro Bay, Port Moresby e Milne Bay in Nuova Guinea. All'operazione fu quindi dato il nome in codice di "I-Go".
La responsabilità dell'operazione venne affidata alle Forze aeree della Marina imperiale; nel corso di marzo 1943 l'ammiraglio Isoroku Yamamoto (comandante in capo delle forze navali giapponesi) e il responsabile delle operazioni nel Pacifico meridionale, viceammiraglio Jin'ichi Kusaka (comandante della Flotta dell'Area sud-orientale e di una delle grandi unità sottoposte, l'11ª Flotta aerea) stabilirono il loro quartier generale a Rabaul e iniziarono a pianificare l'azione. Fu stabilito che l'operazione si sarebbe sviluppata in due fasi, con il primo sforzo concentrato nella zona delle Salomone. A Rabaul iniziò quindi a radunarsi una vasta forza aerea nipponica, comprendente tanto i velivoli di base a terra dell'11ª Flotta di Kusaka quanto gli apparecchi delle portaerei Zuikaku, Zuiho, Junyo e Hiyo, distaccati e trasferiti negli aeroporti della terraferma. I velivoli distaccati dalle portaerei ammontavano a più di 160, inclusi 96 apparecchi da caccia, mentre l'11ª Flotta poteva contribuire con 86 caccia, 72 bombardieri medi, 27 bombardieri in picchiata e un certo numero di aerosiluranti; dopo essersi inizialmente concentrati negli aeroporti attorno a Rabaul, questi velivoli furono poi dispersi in numerose basi secondarie come Buka e Kahili sull'isola di Bougainville e Balalae nelle isole Shortland.
Potenziando brevemente l'aviazione giapponese a Rabaul con gli aerei delle portaerei, Yamamoto raccolse quasi 350 velivoli per ottenere una formidabile massa d'urto con l'intenzione di contrastare il potere aereo degli Alleati e le loro difese per un certo numero di giorni in varie posizioni critiche; nel complesso, l'azione doveva diventare l'assalto aereo più sostanziale intrapreso dai giapponesi nella zona sebbene, a causa delle forti perdite accusate nelle battaglie dei mesi precedenti, molti dei equipaggi di volo nipponici fossero privi di esperienza bellica.
Le forze degli Alleati nel Pacifico meridionale rispondevano a due comandi strategici diversi, il South West Pacific Area del generale Douglas MacArthur per quanto riguardava l'area della Nuova Guinea e delle Salomone settentrionali e la South Pacific Area dell'ammiraglio William Halsey (parte del più ampio comando delle Pacific Ocean Areas dell'ammiraglio Chester Nimitz) per quanto riguardava la zona di Guadalcanal. La difesa aerea di queste zone era principalmente affidata alle squadriglie di caccia delle United States Army Air Forces, rinforzate da alcune unità della Royal Australian Air Force; in aprile anche una squadriglia di caccia della Royal New Zealand Air Force era stata schierata nelle basi di Guadalcanal, rinforzando la squadriglia di bombardieri/ricognitori neozelandesi in azione nell'area già dalla fine del 1942.

## L'operazione

### Guadalcanal e Tulagi

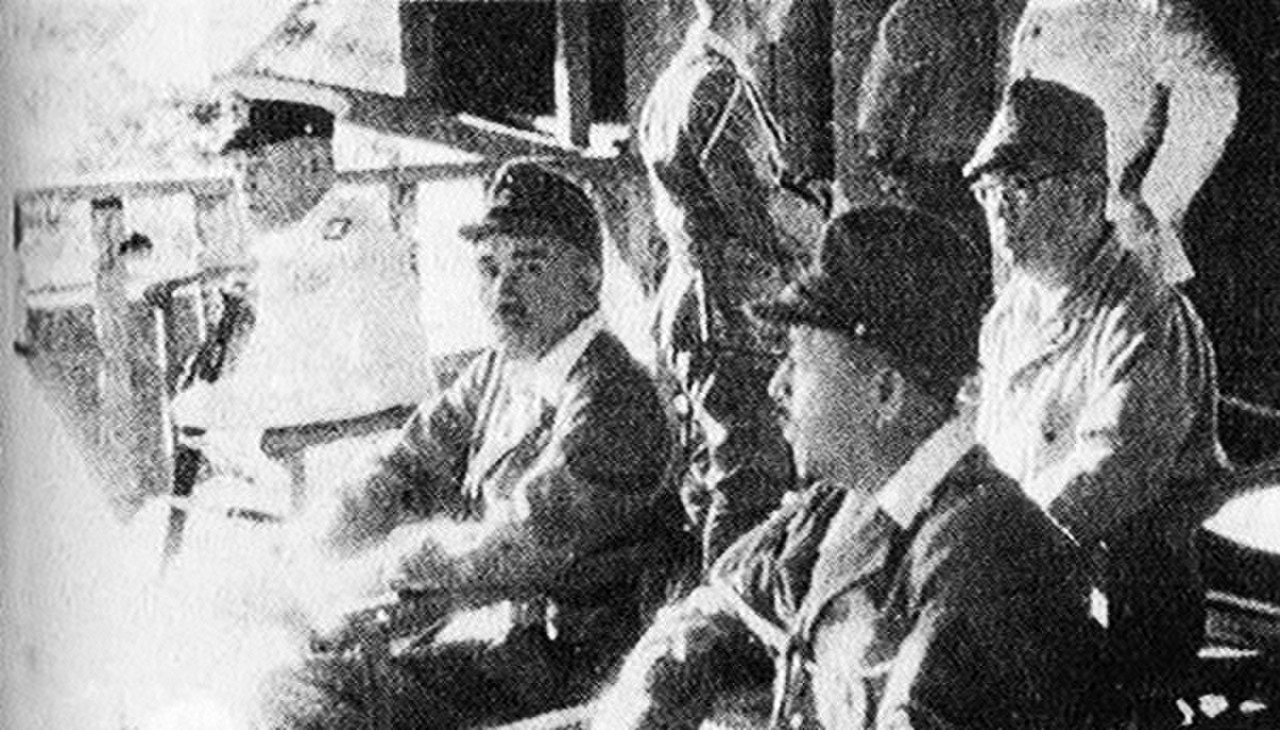
Gli ammiragli Yamamoto (primo da sinistra) e Kusaka (secondo da sinistra) fotografati al quartier generale di Rabaul durante i giorni dell'operazione I-Go

I velivoli da ricognizione degli Alleati iniziarono a rilevare un aumento dell'attività aerea dei giapponesi nelle Salomone settentrionali il 1º aprile 1943. Quello stesso giorno, come azione preliminare al resto dell'operazione I-Go, una pattuglia aerea da combattimento di ben 56 caccia Mitsubishi A6M "Zero" fu inviata ad attaccare le pattuglie di caccia alleati che incrociavano nella zona di Guadalcanal, al fine di distruggerle e preparare il terreno all'attacco dei bombardieri; ad attendere i giapponesi si trovavano 41 aerei da caccia alleati, un miscuglio di velivoli Grumman F4F Wildcat, Chance Vought F4U Corsair e Lockheed P-38 Lightning del comando AirSols del contrammiraglio Charles P. Mason. I velivoli nipponici furono intercettati dai caccia alleati sopra le Isole Russell mentre erano ancora in rotta per le basi nemiche di Tulagi e Guadalcanal: nella battaglia aerea che ne seguì 18 Zero nipponici furono abbattuti al prezzo di sei caccia degli Alleati. Nei giorni seguenti, i velivoli delle portaerei iniziarono ad arrivare a Rabaul da Truk in vista degli attacchi principali previsti dall'operazione; alcuni elementi furono tuttavia attardati dall'incontro con formazioni nuvolose e gli aerei giapponesi non furono pronti all'azione sulla pista della base di Balalae prima del 7 aprile.
Il primo attacco dell'offensiva giapponese fu quindi lanciato il 7 aprile in direzione di Guadalcanal: 67 bombardieri in picchiata Aichi D3A "Val" scortati da 110 caccia Zero furono lanciati all'attacco organizzati in quattro ondate di bombardieri (velivoli distaccati dalle portaerei Zuikaku, Zuiho, Hiyo e Junyo) precedute da due formazioni di caccia, il 253º Kokutai (equivalente di un gruppo di volo) e il 204º Kokutai. Le formazioni nipponiche furono contrastate da 76 caccia degli Alleati e, nella battaglia che ne seguì, 21 velivoli giapponesi vennero abbattuti al prezzo di sette perdite tra i caccia alleati. I principali velivoli alleati impegnati nella battaglia provenivano dai ranghi della Thirteenth Air Force statunitense, la quale mise in campo un miscuglio di caccia Wildcat, Lightning e Airacobra decollati su allarme dalla base di Henderson Field a Guadalcanal; un pilota del Corpo dei marine, il tenente James E. Swett, fu poi insignito della Medal of Honor per aver abbattuto cinque aerei giapponesi durante la battaglia. Anche gli australiani del No. 77 Squadron RAAF, di base all'aeroporto di Gurney Field a Milne Bay, intervennero nello scontro volando su apparecchi Curtiss P-40; il Flying Officer australiano John Hodgkinson rivendicò l'abbattimento di un velivolo nipponico.

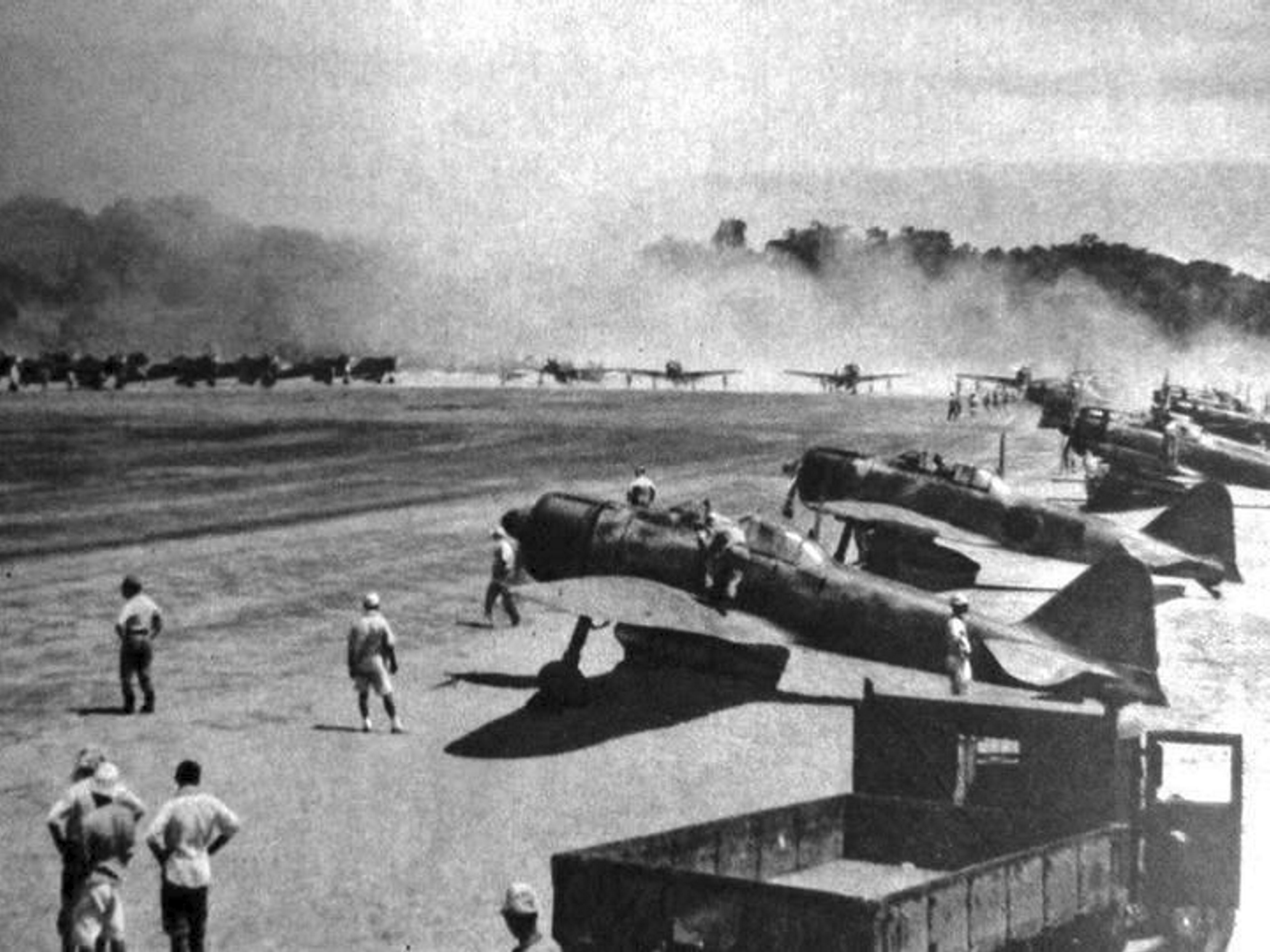
Caccia Zero giapponesi ammassati lungo la pista di una base aerea presso Rabaul

Nonostante le perdite, i bombardieri giapponesi riuscirono a infliggere diversi danni alle navi alleate ancorate nella rada di Tulagi. Il cacciatorpediniere statunitense USS Aaron Ward fu raggiunto da tre bombe esplose nelle vicinanze, le quali causarono falle nello scafo che portarono la nave ad affondare con gravi perdite umane tra l'equipaggio (20 morti, 59 feriti e sette dispersi). Il piccolo dragamine neozelandese HMNZS Moa fu spezzato in due dopo essere stato centrato da due ordigni, affondando in pochi minuti con cinque morti e 15 feriti tra l'equipaggio; anche la petroliera statunitense USS Kanawha fu incendiata dalle bombe giapponesi, affondando la mattina dell'8 aprile con 19 vittime tra il suo equipaggio.

### Oro Bay e Port Moresby
Una pausa di tre giorni trascorse prima che i giapponesi lanciassero il loro secondo attacco. L'11 aprile una forza di 22 bombardieri "Val" scortati da 72 caccia Zero si diresse alla volta della base navale alleata di Oro Bay, vicino Buna in Nuova Guinea. Un totale di 50 caccia alleati decollò su allarme dalla base di Dobodura e intercettò la formazione giapponese, abbattendo sei velivoli nipponici senza subire perdite; i caccia alleati provenivano principalmente dal 7th, 8th e 9th Fighter Squadron statunitensi dotati di apparecchi Lightning e Warhawk. Un impianto radar alleato aiutò a guidare in posizione i caccia, anche se a seguito di un disguido iniziale alcuni degli apparecchi furono indirizzati verso Capo Sudest lontano dalla battaglia. Il fuoco antiaereo delle navi ancorate in rada diede un altro contributo alla difesa, e in definitiva i giapponesi riuscirono a infliggere solo qualche danno limitato a una nave mercantile.
Il 12 aprile i giapponesi sferrarono invece un attacco contro Port Moresby, con una forza composta da 43 bombardieri bimotori Mitsubishi G4M "Betty" del 751º e 705º Kokutai scortati da 131 caccia Zero del 253º Kokutai e delle portaerei Zuikaku e Zuiho; l'obiettivo dell'attacco erano i velivoli degli Alleati dislocati nei cinque campi d'aviazione intorno alla città e le navi da trasporto ancorate in rada. La forza d'attacco fu individuata dalla stazione radar statunitense di Paga Hill 38 minuti prima del suo arrivo sopra Port Moresby, dando modo agli Alleati di far decollare 44 aerei da caccia appartenenti principalmente al 39th, 40th e 41st Fighter Squadron statunitensi. La battaglia aerea che ne seguì vide l'abbattimento di due aerei alleati e cinque velivoli giapponesi, ma i bombardieri nipponici riuscirono a penetrare lo schermo dei caccia nemici, numericamente sopraffatti dagli attaccanti, e a colpire vari obiettivi attorno a Port Moresby. I danni inflitti furono comunque limitati: nei campi di aviazione attorno alla città alcuni apparecchi alleati furono danneggiati o distrutti al suolo, tra cui tre bombardieri North American B-25 Mitchell statunitensi e un Bristol Beaufort australiano, ma l'attacco alla rada portò al danneggiamento solo di qualche unità minore e nessuna grossa nave alleata fu colpita.

### Milne Bay

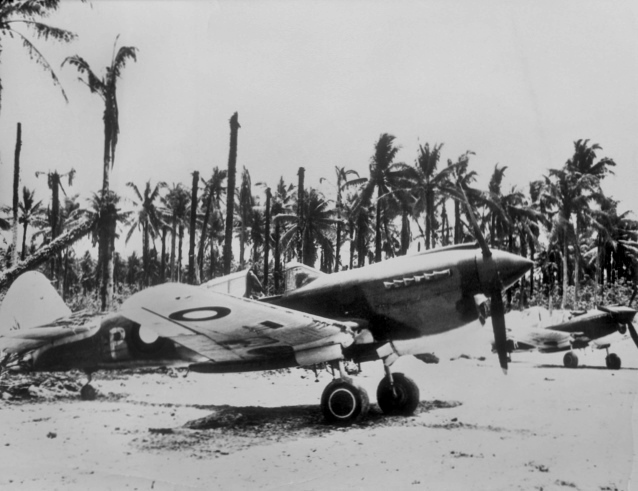
Un caccia P-40 Warhawk dello Squadrone australiano No. 77 nella base di Milne Bay

Il 14 aprile i giapponesi sferrarono un ultimo attacco ai danni dell'ancoraggio di Milne Bay, dove tre navi trasporto truppe olandesi (Van Heemskerk, Van Outhoorn e Balikpapan) vi avevano trovato rifugio dopo aver evacuato Port Moresby per sfuggire al precedente raid; l'attacco coinvolse 188 velivoli nipponici tra bombardieri "Betty" del 705º e 751º Kokutai e caccia Zero e bombardieri "Val" delle portaerei Hiyo e Junyo. I bombardieri giapponesi attaccarono in varie ondate: i primi ad agire furono i "Betty", i quali sganciarono sull'ancoraggio un centinaio di ordigni da alta quota, seguiti una mezz'ora dopo dai bombardieri in picchiata. Dopo aver ricevuto dalle stazioni radar la segnalazione dell'arrivo dei giapponesi, il comandante australiano del porto, Geoffrey Branson, ordinò alle navi lì ancorate di disperdersi, ma ciò non impedì ai giapponesi di infliggere diversi danni: il trasporto Van Heemskerk fu portato a incagliare dopo essere stato centrato da vari ordigni, i quali appiccarono un vasto incendio; anche il mercantile britannico Gorgon fu bombardato e incendiato, sebbene le fiamme furono poi domate. Colpi caduti nelle vicinanze danneggiarono il trasporto Van Outhoorn e i dragamine australiani HMAS Wagga e HMAS Kapunda; in totale, quattro marinai alleati e dodici marittimi civili persero la vita, mentre altri 68 rimasero feriti.
Nel mentre, una significativa battaglia aerea prese vita nei cieli della baia. Diciotto caccia Lightning del 9th Fighter Squadron statunitense decollarono su allarme da Dobodura; a loro si aggiunsero tra i 24 e i 36 caccia Warhawk australiani del No. 75 e No. 77 Squadron RAAF. Gli scontri videro l'abbattimento di tre caccia statunitensi e di sette o dodici velivoli giapponesi; gli squadroni australiani rivendicarono l'abbattimento di cinque velivoli nemici a testa, il che rappresentò il maggior numero di vittorie conseguite dalla RAAF in un singolo giorno sul fronte del Pacifico.

## Conseguenze
L'ammiraglio Yamamoto dichiarò conclusa l'operazione il 16 aprile 1943; il comandante giapponese ritenne di aver inflitto perdite agli Alleati molto più alte di quanto effettivamente verificatosi, e che l'operazione avesse di conseguenza avuto pieno successo. I piloti giapponesi rivendicarono la distruzione di 175 velivoli nemici, come pure l'affondamento di 28 unità navali tra cui un incrociatore e due cacciatorpediniere; in realtà, le perdite degli Alleati durante l'operazione ammontarono a cinque navi di vario tipo (un cacciatorpediniere, un dragamine e tre mercantili) e circa 25 velivoli. Le perdite per le forze giapponesi ammontarono invece a 55 aerei abbattuti.
Subito dopo l'operazione, Yamamoto decise di eseguire una visita di ispezione alle basi aeree giapponesi nelle Salomone per congratularsi con gli equipaggi reduci dall'operazione. La comunicazione del viaggio fu intercettata dai sistemi di decrittazione degli statunitensi, il che consentì a una formazione di caccia di intercettare, il 18 aprile, nei cieli di Bougainville l'apparecchio su cui viaggiava Yamamoto (operazione Vengeance), abbattendolo e uccidendo l'ammiraglio.
Gli attacchi aerei giapponesi non ritardarono più di tanto i preparativi degli Alleati per ulteriori offensive nel Pacifico meridionale; le operazioni nelle Salomone fecero registrare un ritardo di 10 giorni, mentre le sortite dei bombardieri e dei velivoli posamine diretti verso le basi nipponiche furono posposte al fine di trattenere gli aerei per rispondere ad ulteriori attacchi aerei giapponesi che fossero stati lanciati. Secondo lo storico George Odgers, dopo i raid di aprile «l'attività aerea giapponese in Nuova Guinea [...] si ridusse»; tuttavia, alcune incursioni aeree giapponesi furono ancora lanciate nella zona almeno fino al 30 giugno, quando gli Alleati sferrarono una serie di offensive tanto nelle Salomone quanto in Nuova Guinea secondo i piani dell'operazione Cartwheel. Nel valutare l'operazione, Samuel Morison scrisse che «il fallimento dell'intelligence, la dispersione degli attacchi e [...] la mancanza di azioni supplementari» portarono al fallimento dell'operazione giapponese.